# Phaedo (Plato)
De Phaedo (Oudgrieks: Φαίδων Faídōn) is een van de dialogen van Plato. Hierin vertelt Phaedo aan Echekratès hoe de laatste dag van Socrates' leven (399 v. Chr.) verlopen is, met name het gesprek dat enkele vrienden met hem hadden.
De serene Phaedo is qua teneur de tegenhanger van het uitgelaten Symposium, dat een scène midden uit Socrates' leven beschrijft. De Phaedo vertoont specifiek pythagorische invloeden, reden waarom men aanneemt dat Plato dit werk geschreven heeft na zijn eerste reis naar Zuid-Italië en Sicilië (±390-385 v. Chr.), alwaar hij pythagorische filosofen als Archytas uit Tarente heeft ontmoet. De sterke nadruk op de scheiding tussen lichaam en ziel en het streven naar 'zuiverheid' in de vorm van een zo groot mogelijke onthechting van het lichaam, waarvan de dood de ultieme verwezenlijking is, zijn voorbeelden van deze invloed. De 'setting' van de dialoog is hiermee in overeenstemming: men bespreekt de onsterfelijkheid van de ziel in de Atheense gevangenis waar Socrates na zijn veroordeling naartoe is gebracht. Een ander gegeven voor de datering van deze rijke dialoog is de tamelijk expliciete verwijzing naar de Meno, waaruit men kan opmaken dat de Phaedo na de Meno is geschreven.
Naast de uitvoerige discussie over de onsterfelijkheid van de ziel, bevat de Phaedo ook enkele beroemde intermezzo's, zoals dat over de 'misologen', en Socrates' intellectuele autobiografie, naast de klassieke uiteenzetting van de Ideeënleer.

## Deelnemers aan het gesprek
Phaedo uit Elis is merendeels als verteller aan het woord; zijn enige gesprekspartner is Echekratès, een verder onbekend pythagorisch filosoof. Tijdens de vertelling worden enkele van Socrates' intimi genoemd, met name zij die een rol spelen in het gesprek, zoals Simmias en Kebès. Expliciet wordt gezegd: Plato, meen ik, was ziek, hetgeen moet verklaren waarom Plato er niet bij was. Men heeft wel aangenomen dat Plato dit heeft toegevoegd om aan te geven dat hij hier geen letterlijk verslag van de laatste dag van Socrates' leven geeft.

## Inhoud

### Inleiding(57a - 70b)
De ware filosoof is iemand, die niet geeft om zaken als dure kleding e.d. De grote massa zegt van zo iemand dat hij nauwelijks leeft. Maar onze ziel functioneert het beste, wanneer ze niet gestoord wordt door invloeden afkomstig van het lichaam. Hiertoe rekent Plato ook hetgeen via de zintuigen tot ons komt. Zaken als 'Het Schone', 'Het Rechtvaardige' etc. nemen wij niet waar middels de zintuigen, maar met de ziel. Voor de kennis van deze onzichtbare zaken zijn de filosofen het best toegerust, omdat zij degenen zijn die zich op hun zielenleven concentreren, en zich zo min mogelijk laten storen door hun lichaam bij hun 'denken', en wier ideaal het is met de ziel zelf de dingen zelf te aanschouwen, zoals Plato het noemt. Feitelijk is de dood hetgeen waarnaar de filosoof streeft, want pas dan is de ziel volledig gescheiden van het lichaam (alle gesprekspartners zijn het er over eens dat de dood de scheiding van ziel en lichaam is). Pas dan zullen we door ons zelf alleen kennen hetgeen zuiver is. In die zin is het leven een voorbereiding op de dood, al is zelfmoord niet iets wat de goden goedkeuren. Hiermee heeft Plato het bovengenoemde 'verwijt' dat men de filosofen maakt, omgedraaid, en er een compliment van gemaakt. De filosoof zal de dood dus verwelkomen en niet vrezen. Socrates ziet de dood dan ook met vertrouwen tegemoet. Maar een van zijn vrienden, Kebès, werpt de vraag op of de ziel na de scheiding van het lichaam wel blijft voortbestaan. Socrates zal nu trachten zijn vrienden ervan te overtuigen dat de ziel onsterfelijk is.

### Argumenten voor de onsterfelijkheid van de ziel
Er wordt meer dan één argument gegeven. Plato was hierin niet uitzonderlijk: het geven van meerdere argumenten, in de aanname dat als het ene argument niet aanslaat, het andere dat misschien wel doet, was gebruikelijk in de klassieke filosofie. Wij zijn geneigd te zeggen dat één valide argument afdoende moet zijn, en dat het geven van nadere argumenten de stellingname eerder verzwakt dan versterkt. Daarnaast is een dergelijk procedé misschien wel geëigender om een levend gesprek na te bootsen. Verder is het goed er op te wijzen dat de ziel soms beschouwd wordt in haar cognitieve functie (bv. in het anamnese argument), en soms in haar functie van levensprincipe (zoals in het argument van de tegendelen).

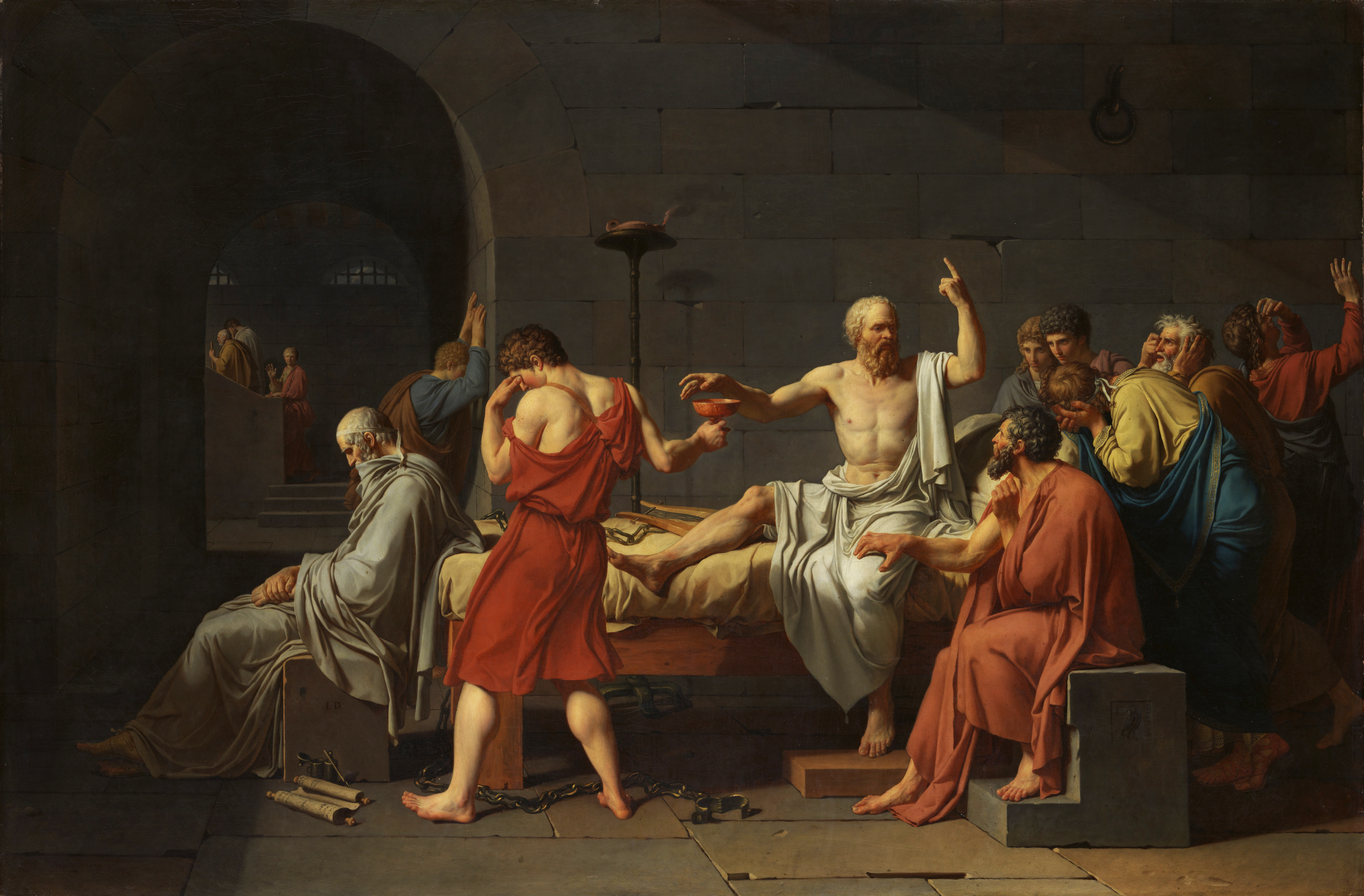
Jacques-Louis David: La mort de Socrate, 1787. Links is Plato afgebeeld, de rug naar Socrates toegekeerd.

#### De uit elkaar voortkomende tegendelen (70c - 72e)
Als eerste gebruikt Socrates een analogie argument: alles ontstaat / komt voort uit zijn tegendeel. Als iemand wakker wordt, volgt zijn waken op een toestand van slapen, en vice versa. Wat samenkomt was voordien gescheiden, en andersom. Nu, als iemand dood gaat, volgt dat op een toestand van leven: zou hier dan niet ook een corresponderend tegendeel van bestaan? Overal in de natuur zijn deze tegendelen noodzakelijk: anders zou alles bv. samenklonteren en nooit meer loskomen van elkaar. Dus moet er ook een tegendeel van sterven bestaan, het weer tot leven komen. Was dit er niet, dan zou alles uitsterven. Dit 'weer tot leven komen' noemen wij 'geboren worden'. Uit het feit dat dit kan, blijkt dat de zielen blijven bestaan na afloop van onze dood, anders zouden ze niet weer terug kunnen keren bij de geboorte van een ander persoon.

#### De anamnese (72e - 77a)
Dan zegt Kebès dat de anamnese ook een argument is voor het bestaan van de zielen vóór onze geboorte. Deze in de Meno voor het eerst geformuleerde these gaat ervan uit, dat ons kennen in wezen een herinneren is van eerder bezeten kennis. Socrates legt dit verder uit, door er op te wijzen dat wij bij het zien van (bijvoorbeeld) gelijke dingen, herinnerd kunnen worden aan 'Het Gelijke op zich'. Hoe komen we hieraan? Deze kennis moet latent in ons aanwezig zijn; en die kennis kan onze ziel alleen hebben opgedaan vóór onze geboorte. Dus moet onze ziel toen al bestaan hebben.
De ziel heeft bestaan vóór onze geboorte, dat is nu aangetoond, maar zal ze ook voortleven na onze dood? Op deze door Simmias geuite twijfel antwoordt Socrates dat de twee genoemde argumenten gecombineerd hierop toch een antwoord geven. Maar goed, er valt meer over te zeggen.

#### De verwantschap van de ziel met de Ideeën (78b - 84b)
Is het mogelijk dat de ziel uiteenvalt? Uiteenvallen is een eigenschap van samengestelde voorwerpen, zoals bv. ons lichaam. Dat wat één en altijd hetzelfde is zal dat niet doen, de Ideeën bijvoorbeeld. De ziel is duidelijk verwant aan deze Ideeën. Dus, als we zien dat zelfs het lichaam na onze dood niet direct uiteenvalt, maar, zoals in Egypte, nog lange tijd blijkt te kunnen bestaan, dan moet dat in nog veel sterker mate gelden voor de ziel. (Plato ziet in de Phaedo de ziel nog niet als 'samengesteld' uit drie delen, zoals hij later in de Staat en Phaedrus wel zal doen. Maar ook daar geldt dat de ziel niet materieel is, en een hogere status heeft dan het lichaam, en dus 'verwanter' is aan de Ideeën dan aan lichamen.)

#### Tegenwerpingen van Simmias en Kebès (85b - 91c)
Na enige aarzeling of het in deze omstandigheden wel passend is een tegenargument op te werpen, zegt Simmias dat hij altijd wel gecharmeerd is geweest van een andere vergelijking, nl. die van de ziel met de harmonie welke door een lier wordt voortgebracht. De ziel zou niets anders zijn dan de 'harmonie' van het lichaam, dat wil zeggen een juiste balans tussen warme en koude, droge en vochtige elementen. Daarbij geldt dat die (onzichtbare, goddelijke) harmonie van de lier meteen verdwijnt zodra de lier kapot is, hetgeen suggereert dat de ziel ook weleens meteen na de dood zou kunnen oplossen. De ziel zou dan slechts bestaan bij de gratie van het lichaam.
Kebès heeft een andere zorg: de ziel leeft wel langer dan het lichaam, want het lichaam vernieuwt zich onophoudelijk, terwijl de ziel blijft wat ze is. Ze verslijt als het ware verschillende jassen. Dus de ziel leeft wel langer dan een lichaam, en misschien gaat ze ook wel meerdere levens mee, maar daarmee is niet aangetoond dat ze echt definitief onsterfelijk is.

#### Antwoorden van Socrates (91c - 107a )
Op de tegenwerping van de vergelijking met de lier antwoordt Socrates, dat daarmee het argument van de anamnese zou komen te vervallen: wil Simmias dat? Verder zijn er goede en slechte zielen, en de ziel stuurt soms het lichaam: hoe zou dat kunnen wanneer de ziel slechts een harmonie is, gebaseerd op de verschillende onderdelen van het lichaam, m.a.w. afhankelijk is van het lichaam?
Tegen Kebès zegt Socrates dat een definitief antwoord hierop niet anders kan worden gegeven dan via een algemene beschouwing van de fenomenen ontstaan en vergaan, en oorzakelijkheid. Hij beschrijft nu de Ideeën en hun functie: de Ideeën zijn de uiteindelijke oorzaak van alles. Dan gaat hij verder: een mens of voorwerp hier op aarde kan meerdere eigenschappen hebben, zelfs tegengestelde: A is klein ten opzichte van B, maar groot ten opzichte van C. Er zijn echter dingen die altijd slechts een van twee tegendelen kunnen verdragen: bijvoorbeeld vijf is altijd oneven, vuur is altijd warm. En zo zit het ook met de ziel: ziel heeft altijd deel aan Leven, ze is onverenigbaar met Dood. Dus daar waar ziel is, is leven. Daarmee is de onsterfelijkheid van de ziel aangetoond. Simmias zegt toch nog enige twijfel te voelen.

### Mythe(107d - 115a)
Socrates zal nu proberen het lot van de zielen na de dood aanschouwelijk te maken. Hij legt uit dat de aarde een bol is die zich in het midden van het universum bevindt. Uitsluitend als gevolg van deze centrale positie wordt ze op haar plaats gehouden. Maar de aarde is niet slechts wat wij er van zien: ze bevat ook een 'bovenaarde' en een 'onderaarde' (onderwereld). Wij zien die 'bovenaarde' niet, omdat de regionen waarin wij ons bevinden niet helder genoeg zijn: het is zoals wanneer iemand vanaf de bodem van de zee omhoog kijkt; het water is niet transparant genoeg om hem een blik te gunnen op hetgeen zich boven water bevindt. De drie regionen communiceren met elkaar middels rivieren, die uit de mythologie bekende namen dragen.
Hij beschrijft vervolgens hoe de zielen naar een plaats worden geleid, de 'Hades' (onderwereld), waar ze hun oordeel te horen krijgen. De goede zielen (die toebehoord hebben aan een filosoof) worden direct naar hun plaats van bestemming gebracht, de 'bovenaarde', waar ze een gelukzalig bestaan leiden. De allerbesten mogen daar blijven en hoeven nooit meer in een lichaam te treden. De allerslechtsten daarentegen worden in de kolkende Tartaros geworpen en komen daar nooit meer uit. Alle andere zielen moeten een kortere of langere tijd boete doen, voordat ze voldoende gereinigd zijn en weer in een lichaam kunnen treden. Wel is het zo, dat de zielen van een bepaald soort misdadigers pas vrijgelaten worden als ze vergiffenis hebben gekregen van hun toenmalige slachtoffers.
Plato heeft hier een ethische strekking (slecht gedrag wordt gestraft na de dood, zij die goed geleefd hebben hoeven de dood niet te vrezen) in een mythische vorm verpakt. Maar daarnaast bevat deze mythe ook elementen die als serieuze geografie bedoeld lijken. Als argument geeft Plato dat het toch wel erg onrechtvaardig zou zijn, als na de dood geen beloning of straf zou volgen op goed, respectievelijk slecht gedrag. Verder lijkt het logisch gezien moeilijk te verdedigen dat een ziel na de dood gestraft wordt, want de slechte invloed was altijd afkomstig van het lichaam. Maar het wordt voorgesteld alsof er zielen zijn die nog 'erg aan het lichaam hangen', en de aanname is hier dat de zielen hun individuele geschiedenis en verantwoordelijkheid behouden na de dood.

### Intermezzo's
(Om de loop van het betoog niet te onderbreken zijn deze intermezzo's hier apart opgenomen. In Plato's dialoog staan ze tussen de argumenten.)
- Misologen (89c - 91c)

Socrates zegt dat we moeten oppassen geen misologen te worden (ook in het Grieks een neologisme, gevormd naar analogie van misantropen). Als we aanvankelijk overtuigd zijn van de waarheid van een bepaalde redenering, maar later aan het twijfelen worden gebracht, en herhaaldelijk moeten inzien dat we het steeds mis hadden, kan het gebeuren dat we alle logoi (redeneringen) gaan wantrouwen. Zoals men misantroop wordt door teleurstellingen in mensen, en niet meer gelooft in vriendschap, zo wordt men misoloog door teleurstellingen in redeneringen; men gelooft dan niet meer dat de waarheid te bereiken valt. In beide gevallen ligt de fout bij onszelf.
- Socrates' autobiografie (95e - 99d)

Socrates vertelt zijn eigen intellectuele Werdegang: op zoek naar het hoe en waarom van alles is hij aanvankelijk enthousiast voor de natuurfilosofen en hun verklaringen van de natuurverschijnselen. Maar die brengen hem toch aan het twijfelen, tot hij hoort voorlezen uit het werk van Anaxagoras, waarin de nous (geest) als de oorzaak van alles wordt gezien. Socrates interpreteert dit zo, dat deze nous alles zo regelt als het beste is. Anaxagoras zou dus niet alleen natuurverschijnselen verklaren maar ook een achterliggend 'waarom' aangeven. Maar, toen hij het werk van Anaxagoras zelf ter hand nam, bleek dat die nous vrijwel geen rol speelde, en dat Anaxagoras net als de anderen slechts fysieke verklaringen hanteerde. En dat, zegt Socrates, is niet afdoende. Men kan bijvoorbeeld zeggen dat bepaalde spierbewegingen maken dat hij hier nu met zijn benen gevouwen zit. Maar v.w.b. die spieren had hij net zo goed onderweg kunnen zijn naar Megara, om zijn doodsvonnis te ontvluchten. De ware oorzaak van zijn verblijf in de gevangenis is derhalve zijn besluit het vonnis te accepteren en niet te vluchten. De spieren zijn slechts middelen, zonder welke hij niet had kunnen gaan zitten of weglopen, maar ze zijn niet bepalend voor wat er gebeurt.
Naar alle waarschijnlijkheid komt een en ander dichter bij Plato's intellectuele autobiografie dan die van Socrates. Men ziet hier duidelijk Plato's voorkeur voor teleologische verklaringen.

### Einde(115b - 118a)

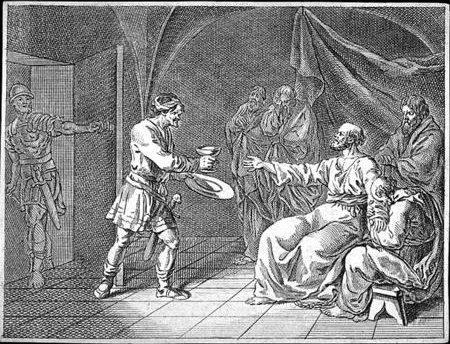
Daniel Chodowiecki, De dood van Socrates, eind 18e eeuw.

De zon staat op ondergaan. Het is voor mij nu tijd om te gaan, zegt Socrates. Kritōn vraagt hoe hij begraven wil worden. Daarop antwoordt Socrates dat zijn hele voorafgaande betoog op Kritōn kennelijk geen indruk heeft gemaakt, want niet hij, Socrates, wordt begraven, maar zijn lichaam. En daar mogen ze mee doen zoals het hen goeddunkt. Daarop verwijdert hij zich om zich te gaan wassen; zijn vrienden zitten bijeen, en voelen zich alsof ze voortaan als weeskinderen door het leven moeten gaan. Socrates keert terug, een gevangenis-bediende brengt hem de gifbeker. Kritōn vraagt Socrates het drinken zo lang mogelijk uit te stellen, maar Socrates zegt dat hij zich daarmee belachelijk zou maken, gezien de strekking van zijn betoog van de voorafgaande uren. Zonder aarzeling drinkt hij de beker leeg. Op dat moment beginnen zijn vrienden ongegeneerd te huilen. Socrates roept ze op zich te vermannen. Dat doen ze, maar nu voelt Socrates snel van onderaf de gevoelloosheid in zijn benen kruipen, en deze trekt snel omhoog. Na een laatste stuiptrekking overlijdt hij. Kritōn sluit hem de ogen en de mond.
Dit was het einde van onze vriend, Echekratès, we mogen wel zeggen een van de beste mensen die we van zijn generatie gekend hebben, en bovendien de wijste en meest rechtvaardige van allen.

## Nederlandse vertalingen
- Platons Phaidon, over de onsterfelijkheid der ziel, vert. H. van Herwerden, Amsterdam, Van Looy, 1898 (herdrukt tot 1936)
- Platoons Phaidoon, vert. P.C. Boutens, Amsterdam, Maatschappij voor Goede en Goedkoope Lectuur, 1919 (herdrukt tot 1951)
- Platoon, Phaidoon, vert. P.-E. Francken [= V.E. Daenen], Antwerpen, De Nederlandsche Boekhandel, 1954
- Platoon, Dialogen. Symposion, Apologie, Kritoon, Phaidoon. Sokrates in leven en sterven, vert. M.A. Schwartz, 1960 (herdrukt tot 1989)
- Plato, "Phaedo", in: Verzameld werk, vol. 1, vert. Xaveer de Win, Antwerpen, Nederlandsche Boekhandel, 1965 (herdrukt 1978, 1980 en 1999)
- Plato, Faidon. Sokrates in de dodencel, vert. Gerard Koolschijn, 1993. ISBN 9789025351793
- Plato, Verzameld werk, vol. 4, Faidon, vert. Hans Warren en Mario Molegraaf, 1995. ISBN 9789035115101

## Andere vertalingen
- (en)  Plato, "Phaedon", in: J.M. Cooper en D.S. Hutchinson (eds.), Complete Works, 1997, 1838 p. ISBN 9780872203495
Grondige Engelse vertaling in één band met annotaties en toelichting